# Geografia Seszeli

Położenie Seszeli

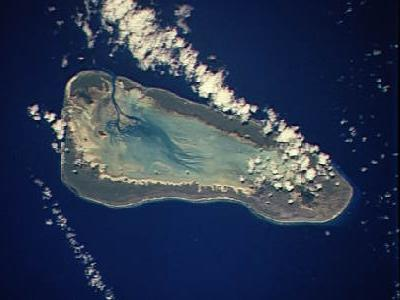
Seszele – zdjęcie satelitarne atolu Aldabra

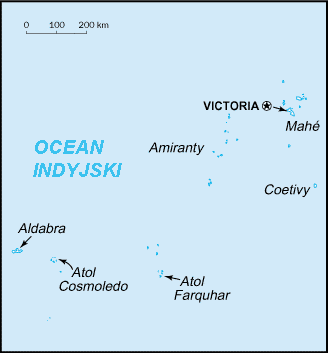
Seszele

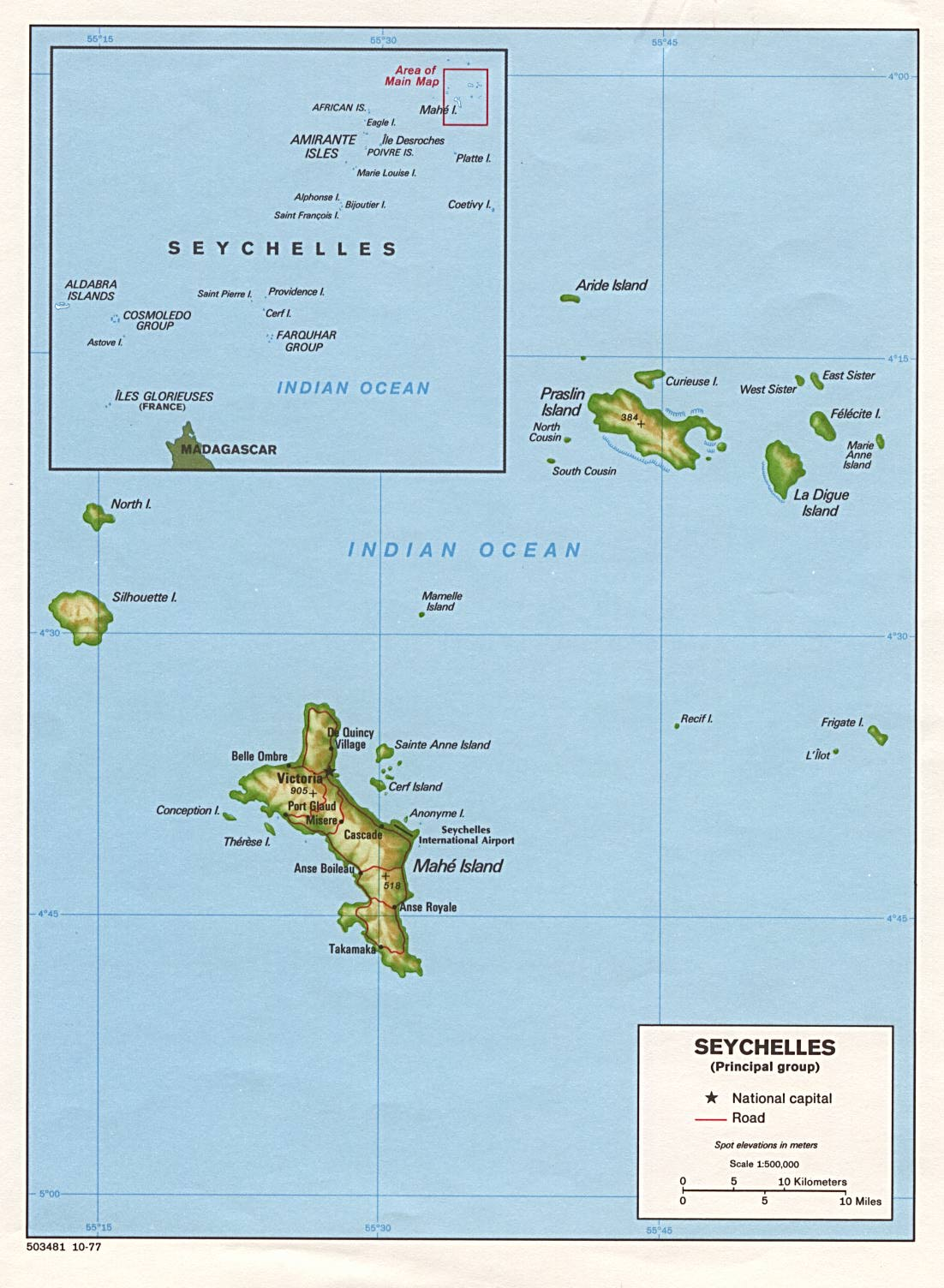
Mapa topograficzna Seszeli

Geografia Seszeli – dziedzina nauki zajmująca się badaniem Seszeli pod względem geograficznym.
Republika Seszeli  to niewielkie państwo wyspiarskie obejmujące ponad 100 wysp Seszeli leżących na Oceanie Indyjskim, na wschód od Afryki i północny wschód od Madagaskaru. Jest to najmniejsze państwo Afryki – zarówno pod względem powierzchni jak i pod względem liczby ludności. Podstawą gospodarki Seszeli jest turystyka.

## Położenie i powierzchnia
Republika Seszeli jest państwem wyspiarskim w zachodniej części Oceanu Indyjskiego, na północny wschód od Madagaskaru  i ok. 1500 km od wschodnich wybrzeży Afryki. Obejmuje ponad 100 wysp Seszeli rozsianych na obszarze 1,3 miliona km². Długość linii brzegowej to 491 km . 
Wyspy tworzą dwie grupy – położone na północy górzyste, zbudowane z granitu Wyspy Wewnętrzne oraz położone na południu liczne, płaskie wyspy koralowe – Wyspy Zewnętrzne. 
Powierzchnia kraju wynosi 455 km² . Republika Seszeli to najmniejsze państwo Afryki – zarówno pod względem powierzchni jak i pod względem liczby ludności . Poprzez wody terytorialne graniczy od południa z Madagaskarem, od południowego zachodu z Komorami i Majottą.

## Budowa geologiczna i rzeźba terenu

### Wyspy Wewnętrzne

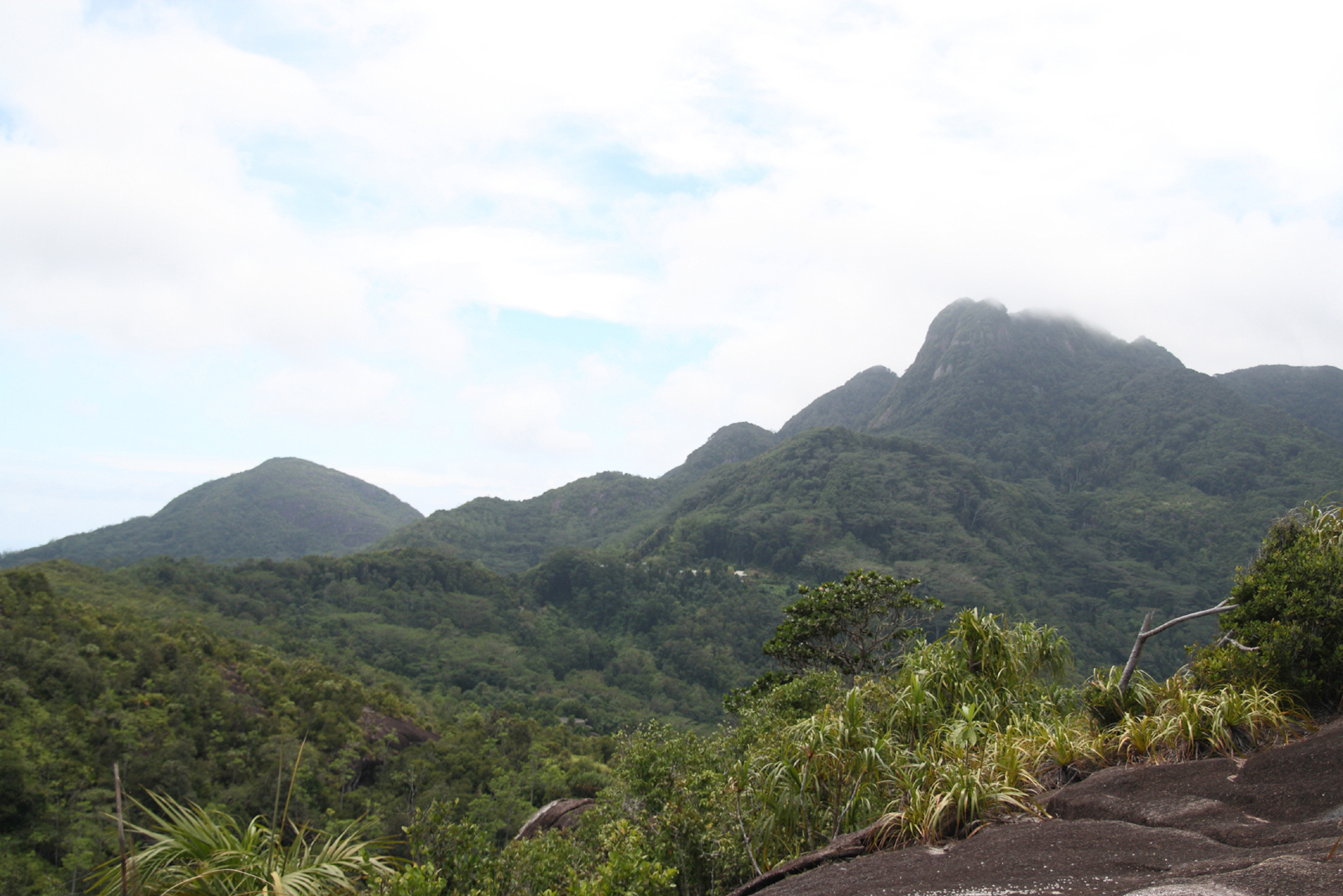
Morne Seychellois (905 m n.p.m.)

Geneza Seszeli związana jest z dezintegracją superkontynentu Gondwany – Grzbiet Maskareński połączony z Madagaskarem i subkontynentem indyjskim, oderwał się od nich zanim subkontynent indyjski zderzył się z subkontynentem Eurazji pod koniec okresu kredy, i wraz ze wznoszącymi się z niego wyspami utworzył mikrokontynent. Wyspy te to zbudowane z granitu, górzyste Wyspy Wewnętrzne, z których największe to: 
- Mahé o powierzchni 152 km²[5], największa wyspa Seszeli[2] , z najwyższym wzniesieniem kraju – Morne Seychellois (905 m n.p.m.)[5]; wiek skał granitowych Mahé szacowany jest na 500 milionów lat[8]
- Praslin o powierzchni 73 km² i wzniesieniami dochodzącymi do 367 m n.p.m.[5]
- Silhouette zajmująca 20 km² i ze wzniesieniami do 700 m n.p.m.[5]

### Wyspy Zewnętrzne
Wyspy Zewnętrzne obejmują natomiast niewielkie i wynurzające się nieznacznie ponad powierzchnię oceanu wyspy koralowe – fragmenty raf i atole. Rafy te powstały na wzniesieniach pochodzenia wulkanicznego. Do tychże wysp należą m.in.:
- archipelag Amiranty z 29 wyspami[10]
- archipelag Farquhar z 13 wyspami[10]
- archipelag Aldabra z 67 wyspami, w tym jednym z największych atoli na świecie – atolem Aldabra[10]
- południowe wyspy koralowe
- archipelag Alphonse

## Klimat
Wyspy leżą w strefie klimatu równikowego wilgotnego morskiego . Pora chłodna występuje podczas monsunu południowo-wschodniego od maja do września, a pora cieplejsza podczas monsunu północno-zachodniego od marca do maja . 
Przez cały rok utrzymują się wysokie temperatury o średnich wartościach od 24 do 30 °C. Wysokość nad poziomem morza ma wpływ na temperatury, które są niższe niż na terenach nisko położonych. 
Deszcze padają bardzo często, a wiatry monsunowe wywierają na nie duży wpływ . Wielkość opadów różni się pomiędzy poszczególnymi wyspami – górskie stoki Mahé otrzymują ok. 3560 mm rocznie, a tereny nadmorskie ok. 2300 mm , natomiast roczne opady na nisko położonych atolach nie przekraczają 500 mm. Leżące bliżej równika Wyspy Wewnętrzne nie są narażone na cyklony, które często nawiedzają atole Aldabra i Assumption. 

## Wody
Pomimo dużych opadów, ilość wód powierzchniowych na Wyspach Wewnętrznych jest niewielka, co wiąże się m.in. z rzeźbą terenu. Wszystkie rzeki na wyspach są krótkie i mają charakter potoków z licznymi wodospadami i progami. Atole pozbawione są wód słodkich i przez to niezamieszkane . 

## Gleby
Na granitowych wyspach Seszeli występują trzy typy gleb. Pierwszy typ gleb to czerwone gleby ferralitowe i ubogie regosole. Gleby te wykształciły się na materiale krystalicznym, na zrównaniach i u podnóży nagich skał. Do drugiego typu gleb wchodzą eutroficzne gleby aluwialne, które wykształciły się głównie w dolinach rzek i strumieni. Trzecią grupę gleb stanowią gleby wykształcone na piaskach płaskowyżów, które pod względem właściwości są zbliżone do wapnistych regosoli, lub zdegradowanych rędzin. Charakterystyczną cechą gleb Seszeli jest ich słaba żyzność.
Gleby na atolach to w zasadzie tylko bardzo ubogie warstwy piaszczyste, które miejscami są słone. Warstwa glebowa na atolach ma także niewielką miąższość.

## Flora i fauna

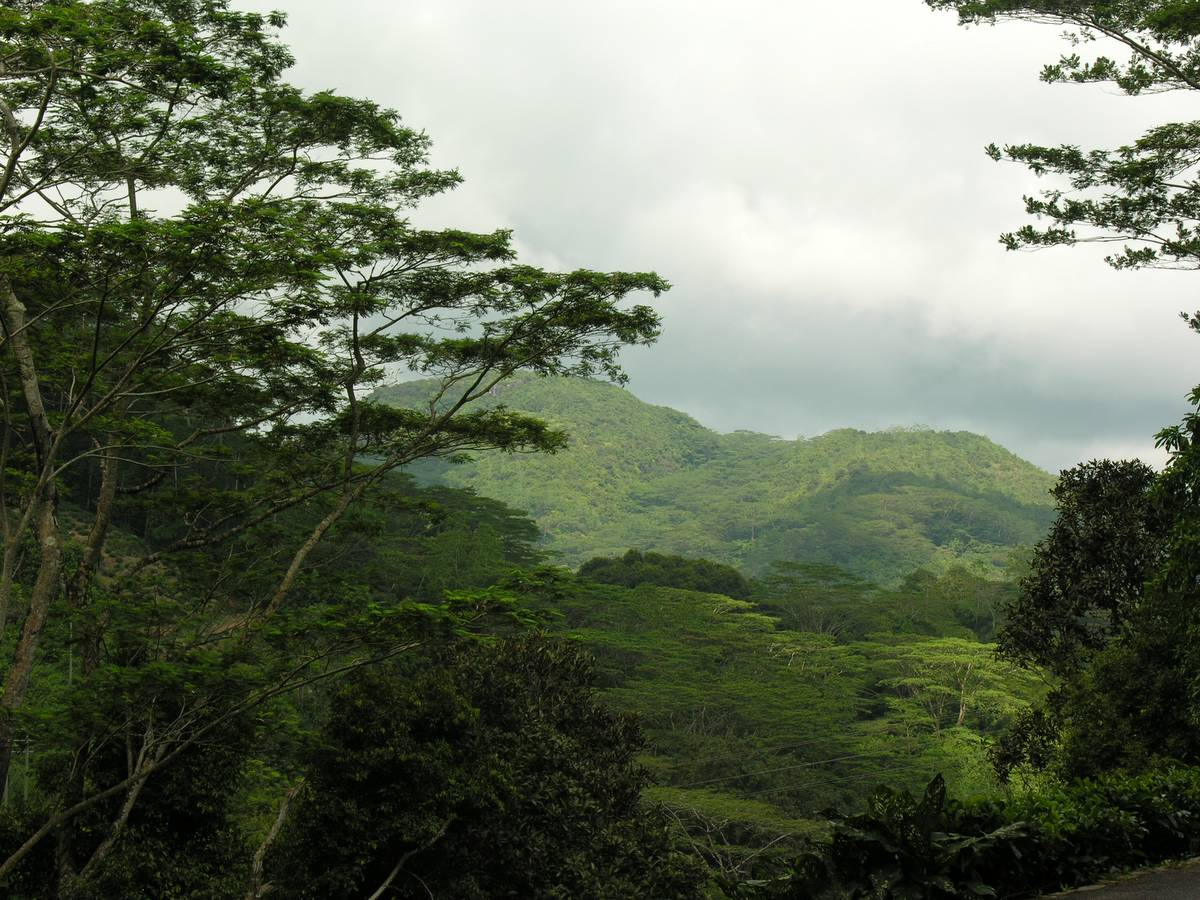
Las tropikalny we wnętrzu jednej z wysp archipelagu Seszeli

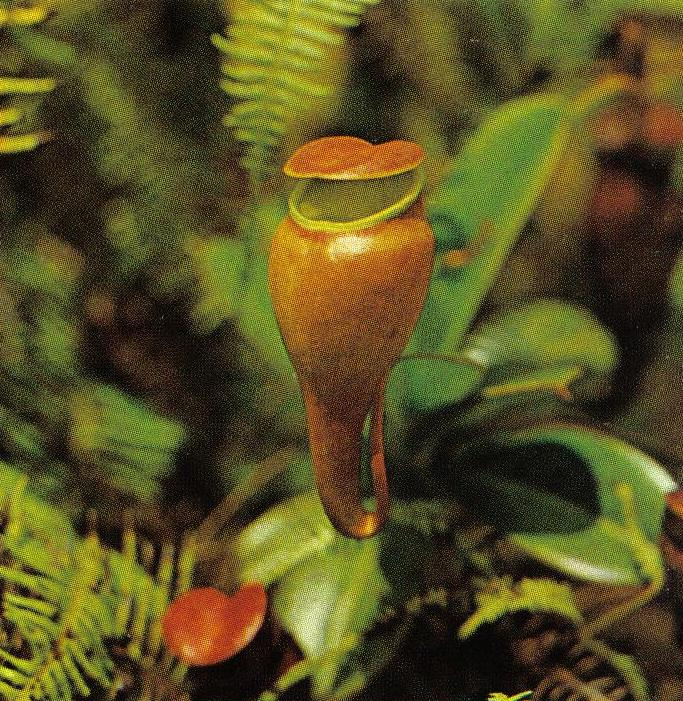
Dzbanecznik Perville'a

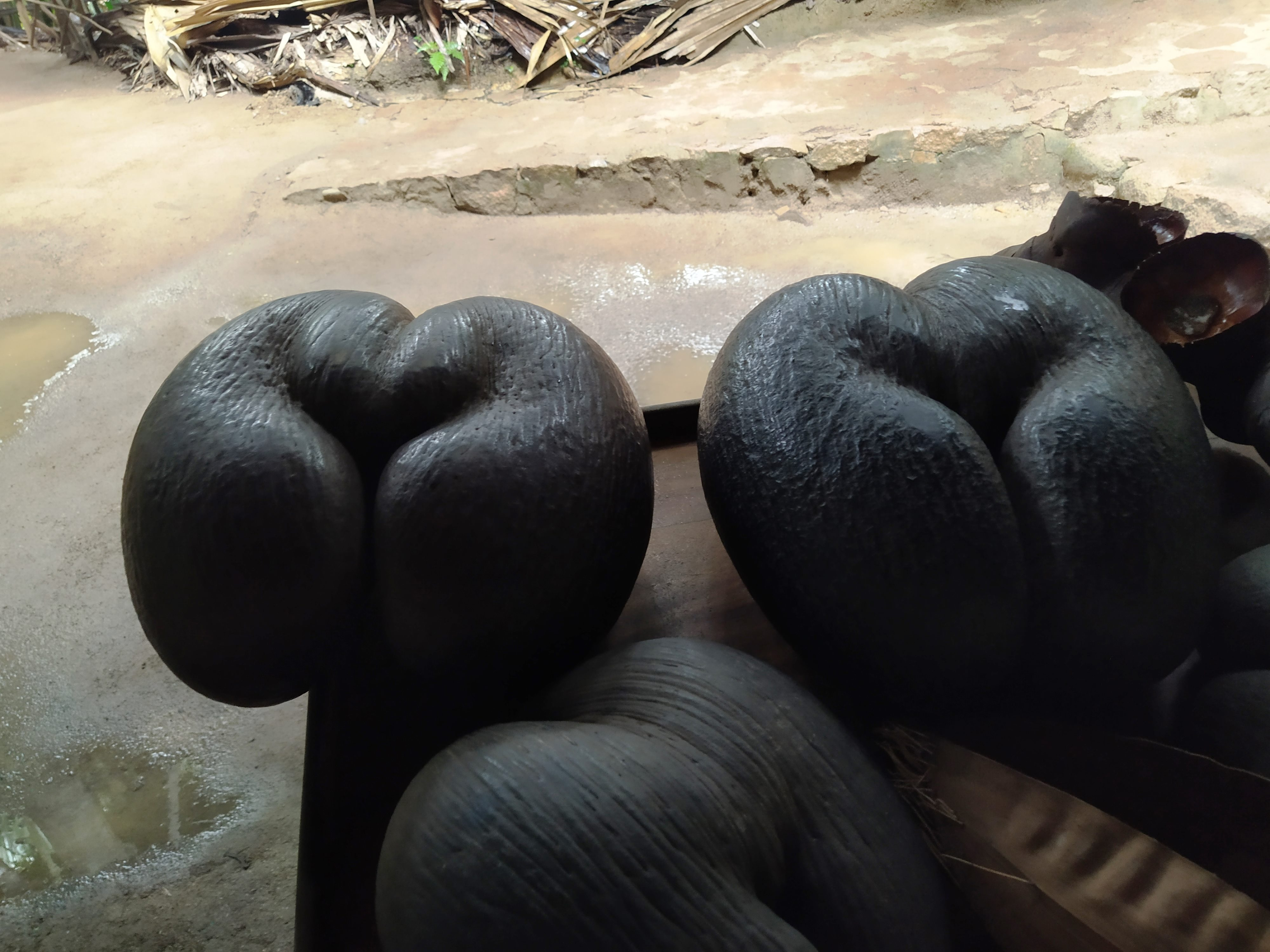
Owoce lodoicji seszelskiej

Seszele charakteryzują się zróżnicowaną florą i fauną. 
Na granitowych Wyspach Wewnętrznych występuje bogata szata roślinna i wiele gatunków zwierząt. Odnotowano tu występowanie ok. 300 gatunków roślin, przy czym 40% uznawane jest za gatunki endemiczne.  
Wyspy koralowe zostały skolonizowane przez gatunki z Azji, Afryki i Madagskaru. Wyspy te charakteryzują się ubogą bioróżnorodnością, z wyjątkiem atolu Aldabra, gdzie odnotowano występowanie ok. 1500 gatunków roślin i zwierząt, przy czym 60% uznawane jest za gatunki endemiczne.  

### Flora
Na Wyspach Wewnętrznych występują m.in. Vateriopsis seychellarum (jedyny przedstawiciel rodziny dwuskrzydłowatych poza Azją południowo-wschodnią), Medusagyne oppositifolia (endemit wyspy Mahé), dzbanecznik Perville'a. Rośnie tu siedem gatunków palm: palma kokosowa oraz endemiczne lodoicja seszelska, Deckenia nobilis, Nephrosperma vanhoutteanum, Phoenicophorium borsigianum, Roscheria melanochaetes i Verschaffeltia splendida.

### Fauna

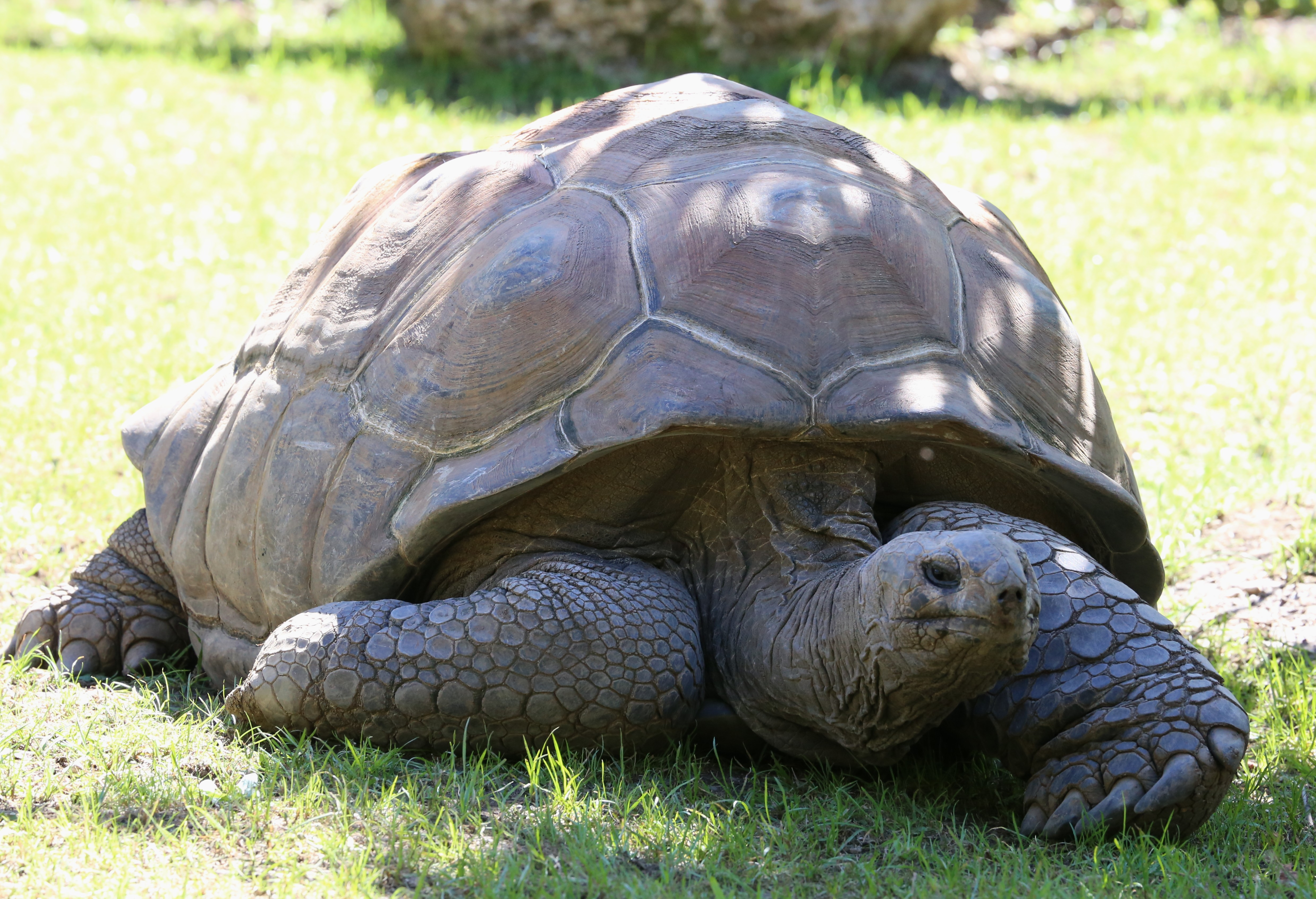
Aldabrachelys gigantea

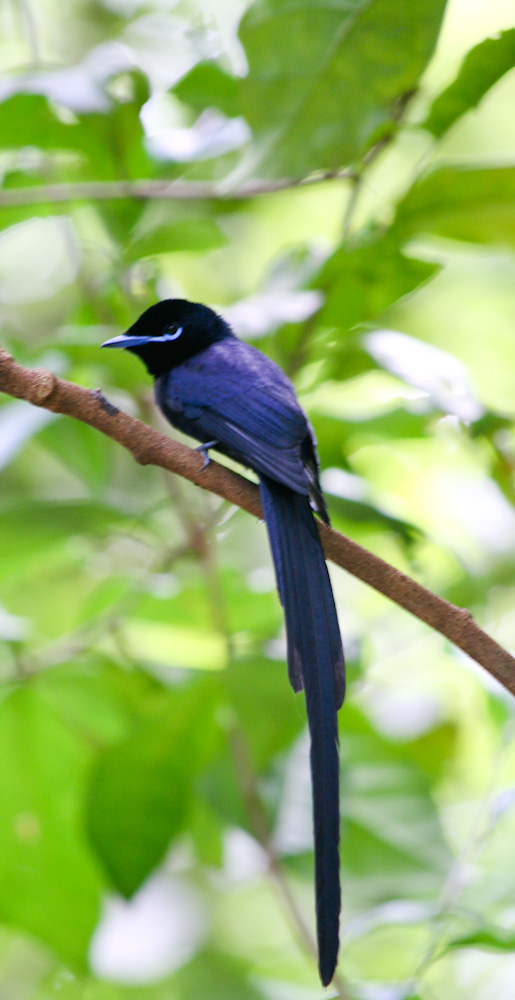
Muchodławka lśniąca

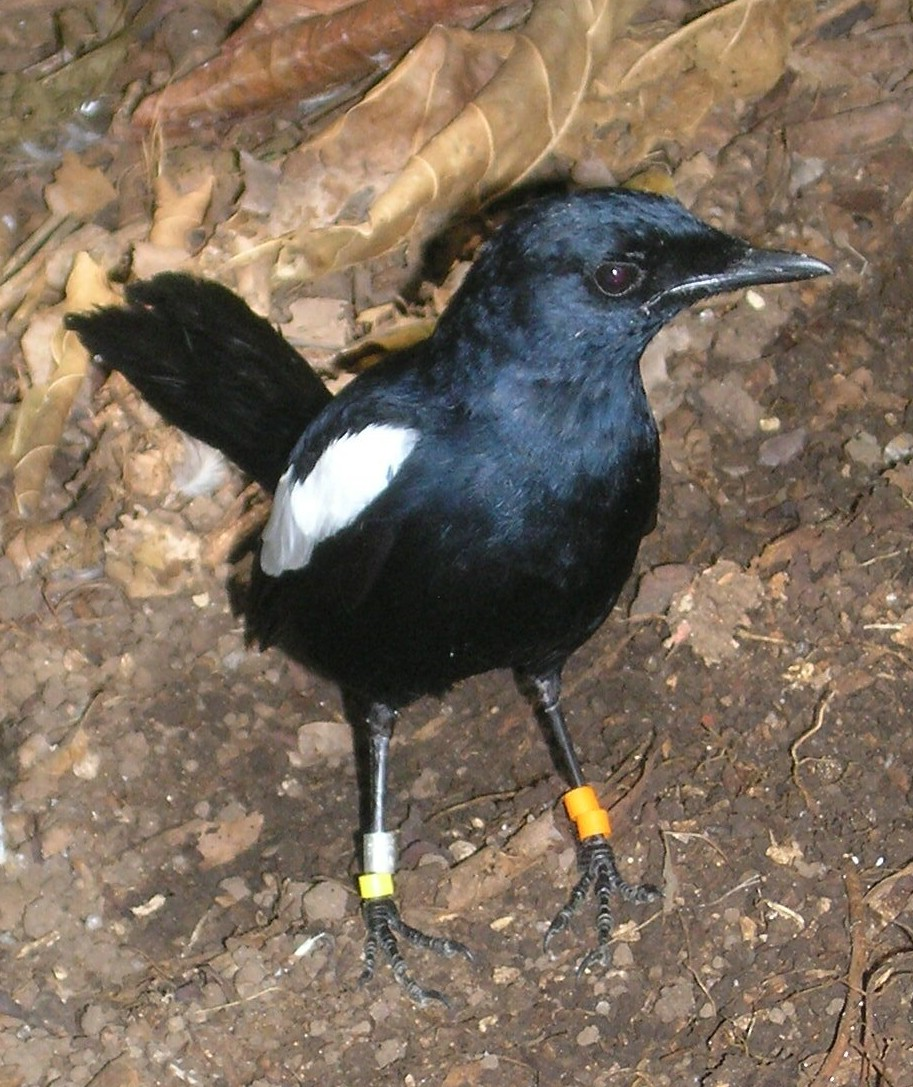
Sroczek seszelski

Zwierzęta na Wyspach Wewnętrznych to przede wszystkim gatunki żyjące w lasie tropikalnym. Występują tu m.in. drapieżne ślimaki, chruściki i pływakowate. 
Żyje tu wiele gatunków ptaków, w tym endemiczne sroczek seszelski, muchodławka lśniąca i pustułka seszelska. Chruścielowiec białogardły jest ostatnim przedstawicielem wielkich nielotów na obszarze Oceanu Indyjskiego. 
Endemiczne ssaki reprezentowane są jedynie przez dwa gatunki – Coleura seychellensis z rodziny upiorowatych i rudawka seszelska. Osadnicy przywieźli szczury, myszy, koty, tenreki i kozy. 
Na Seszelach występują również jedne z największych żółwi na świecie:
- Aldabrachelys gigantea – na atolu Aldabra, gdzie żyje największa populacja żółwi olbrzymich na wolności świecie licząca 152 tys. osobników (stan na 2015 rok)[14]
- † Aldabrachelys gigantea daudinii (wymarły)
- Aldabrachelys hololissa
- Aldabrachelys arnoldi

Oprócz żółwi żyje tu wiele gatunków jaszczurek (m.in. Archaius tigris, Ailuronyx seychellensis czy Urocotyledon inexpectata).
Wśród płazów wyróżniają się żaba nilowa, Tachycnemis seychellensis i Sechellophryne gardineri. 
Owady reprezentowane są przez ok. 6000 gatunków, z których wiele to endemity (50% motyli i muchówek oraz 80% prostoskrzydłych). 
Większość z 80 gatunków ślimaków to gatunki endemiczne (88%), pozostałości fauny Gondwany, np. Stylodonta studeriana.  
W wodach oceanu opływającego Seszele odnotowano występowanie ponad 1200 gatunków ryb. Rafy koralowe okalające wyspy ucierpiały wskutek blaknięcia w 1998 roku, w wyniku którego umarło 80% koralowców. Proces regeneracji rafy postępuje bardzo powoli. 

### Ochrona przyrody

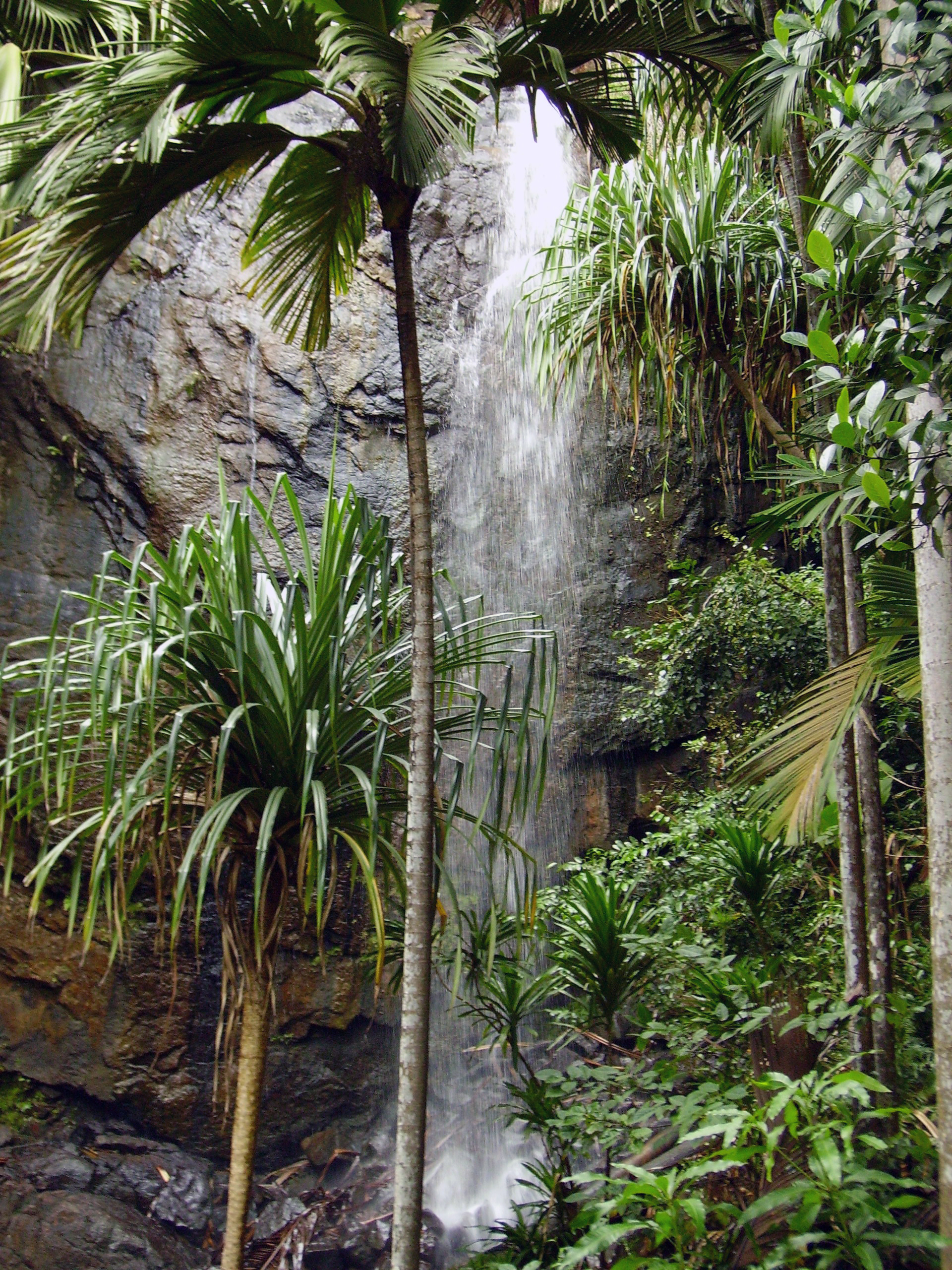
Vallée de Mai

Prawie połowa obszaru Seszeli podlega ochronie w formie parków narodowych i rezerwatów przyrody. 
Dwa obiekty – rezerwat Vallée de Mai na wyspie Praslin oraz atol Aldabra zostały wpisane na listę światowego dziedzictwa UNESCO. Silhouette Island znajduje się na seszelskiej liście informacyjnej do wpisu na listę UNESCO.

## Demografia
Liczba ludności Seszeli szacowana jest na 96 387 (stan na 2021) . Wyspy pozostawały niezamieszkane do XVIII w., kiedy zostały skolonizowane przez francuskich plantatorów, którzy sprowadzili afrykańskich niewolników . Współcześnie zamieszkuje je przede wszystkim ludność kreolska; mieszkają tu też niewielkie społeczności Francuzów, Hindusów, Chińczyków i Arabów . Większość to potomkowie osadników francuskich i brytyjskich, Afrykanów, Hindusów, Chińczyków, i handlowców z Bliskiego Wschodu . Osadnictwo koncentruje się na trzech wyspach – Mahé, Praslin i La Digue . Ponad 4/5 ludności Seszeli mieszka na wyspie Mahé, przede wszystkim w stolicy kraju Victorii .
89% populacji posługuje się językiem kreolskim, 5% angielskim i 0,7% francuskim (dane szacunkowe na 2010) . Językami urzędowymi są: kreolski, angielski i francuski . 
Nieco ponad 76% mieszkańców deklaruje wiarę katolicką, 10,5% protestancką, 2,4% inną chrześcijańską, 2,4% religię hinduistyczną, 1,6% muzułmańską, 1,1% inną wiarę niechrześcijańską, 4,8% wyznanie nieokreślone a 0,9% nie deklaruje żadnej religii(dane szacunkowe na 2010) . 

## Gospodarka
Seszele zaliczane są do krajów rozwijających się . Podstawą gospodarki jest sektor usług, przede wszystkim usług turystycznych . Sektor turystyczny zatrudnia ok. 26% siły roboczej i tworzy (bezpośrednio i pośrednio) ponad 55% PKB . Dużą rolę w gospodarce Seszeli odgrywa rybołówstwo, przede wszystkim połowy tuńczyka .
Z uwagi na brak terenów uprawnych, Seszele uzależnione są od importu żywności . Kraj eksportuje natomiast m.in. koprę, cynamon, wanilię, herbatę, tuńczyka i guano .  